# Lawrence (Massachusetts)
 For alternative betydninger, se Lawrence. (Se også artikler, som begynder med Lawrence)
Lawrence er en by i Massachusetts, USA. Den har 76.377 indbyggere (pr. 2010) og ligger ved floden Merrimack i Essex County i det nordøstlige af staten. Sammen med Salem er Lawrence det administrative centrum i staten.

## Historie
Lawrence var i mange år en betydelig tekstilindustriby på grund af dens beliggenhed ved floden og korte afstand til Boston. Floden leverede vandkraft til tekstilmøllerne, der imidlertid i det 19. århundrede var farlige arbejdspladser. I 1860 styrtede Pemberton Mill sammen og dræbte 145 arbejdere. I 1912 var Lawrence scenen for en betydningsfuld arbejdskonflikt, idet tekstilarbejderne 11. januar det år opdagede, at de fik mindre udbetalt end tidligere, fordi en lov havde nedsat den ugentlige arbejdstid fra 56 til 54 timer, og de arbejdede på timeløn. Omkring 25.000 arbejdere strejkede i flere måneder, og skønt det kom til mange åbne konfrontationer mellem Nationalgarden og de strejkende, var der relativt få døde (blot to) og sårede under konflikten. Resultatet blev, at timelønnen steg for både de strejkende arbejdere samt tusindvis af andre arbejdere i New England.